# Viktor Tourjansky

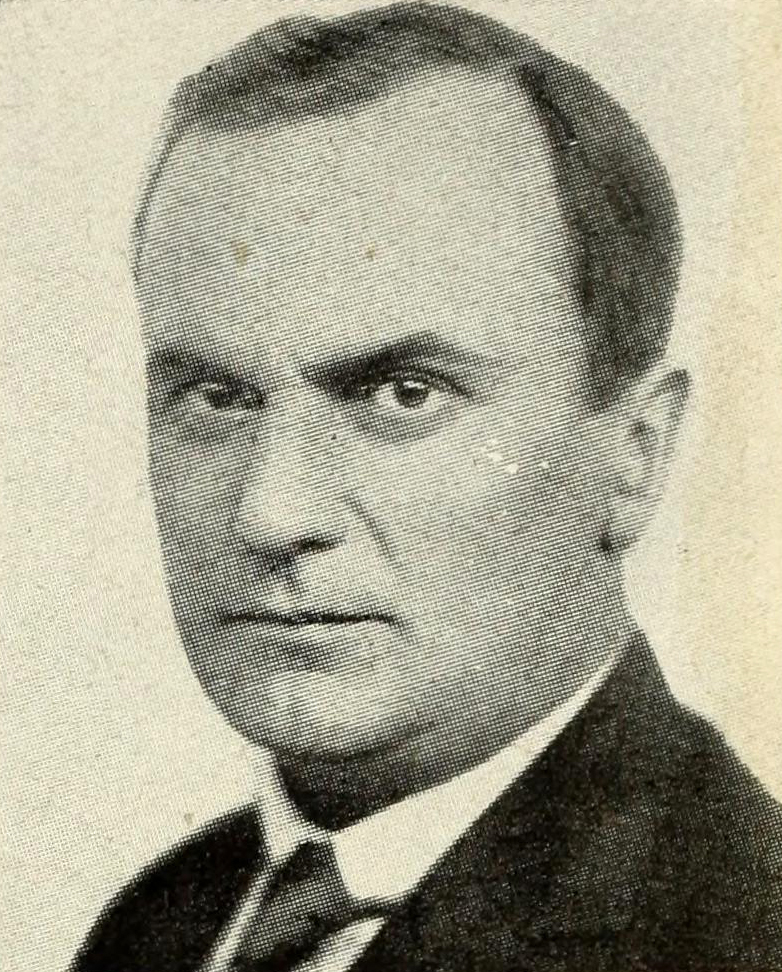
Victor Tourjansky,
etwa 1920

Viktor Tourjansky (russisch Виктор Туржанский Wiktor Turschanski; * 4. März 1891 in Kiew; † 13. August 1976 in München) war ein international tätiger Filmregisseur ukrainischer Herkunft. In Filmtiteln ist sein Name oft auch als Viktor Turzhansky oder Vyacheslav Turzhansky angegeben.

## Leben und Werk
Der Sohn eines Malers war anfangs Bildhauer, bevor er sich Konstantin Sergejewitsch Stanislawski anschloss und bei ihm zum Schauspieler ausgebildet wurde. Er spielte nur wenige Jahre auf Moskauer Bühnen und konzentrierte sich dann auf seine Filmarbeit.
Viktor Tourjansky begann beim Film als Darsteller, wurde jedoch bereits von 1914 an regelmäßig auch als Regisseur eingesetzt. Nach der Oktoberrevolution floh er nach Paris, wo er bis 1925 elf weitere Filme drehen konnte, namentlich bei Les Films Albatros, einer russischen Exil-Filmgesellschaft. 1925/26 wirkte er als Regieassistent an der 1927 uraufgeführten Produktion von Abel Gances berühmt gewordenem Monumentalfilm Napoleon mit. Durch seinen Landsmann Gregor Rabinowitsch, für den er unter anderem zeitgleich den Jules-Verne-Roman Der Kurier des Zaren (orig.: Michel Strogoff) verfilmte, gelangte Tourjansky bereits 1926 auch mit deutschen Produktionsfirmen in Kontakt. Bis 1937 drehte er an ständig wechselnden Orten in Deutschland und Frankreich, gelegentlich auch in Großbritannien und den USA.
Nachdem Viktor Tourjansky für die dem Nationalsozialismus mittlerweile eng verbundene Ufa 1936 bereits den Abenteuerfilm Stadt Anatol (mit Gustav Fröhlich und Brigitte Horney) gedreht hatte, arbeitete er von 1938 bis Kriegsende nur noch in Deutschland. Bis 1945 entstanden unter anderem die Kriminalfilme Tonelli und Orient-Express, die Politkrimis Geheimzeichen LB 17 und Der Gouverneur sowie eine Reihe von Liebesfilmen wie Der Blaufuchs, Illusion und Liebesgeschichten. Häufig traten Willy Birgel und Brigitte Horney in den Hauptrollen seiner Filme auf.
Nach dem Ende des Zweiten Weltkrieges konnte Viktor Tourjansky seine Filmkarriere in Deutschland mit erfolgreichen Filmen wie Der Mann, der zweimal leben wollte, Vom Teufel gejagt und Herz ohne Gnade fortsetzen, arbeitete von 1958 an jedoch meist im europäischen Ausland.

## Filmografie
Wenn nicht anders dargestellt, als Regisseur:

### In Russland/in der UdSSR
- 1913: Strashnaya mest – Darsteller
- 1913: Gore Sarry – Darsteller
- 1913: Obryv – Darsteller
- 1914: Simfoniya lyubvi i smerti
- 1915: Zhenshchina vampir – auch Darsteller
- 1915: Syn strany gde tsarstvo mraka – auch Darsteller
- 1915: Skazka morya
- 1915: Poymet kto lyubit – auch Darsteller
- 1915: Po trupam k schastyu – auch Darsteller
- 1915: Lyubov pod maskoy
- 1915: Kak Kubyshkin stal kinoaktyorom
- 1915: Bratya Karamazovy – auch Drehbuch
- 1915: Velikiy Magaraz – auch Darsteller
- 1915: Zagrobnaya skitalitsa – auch Darsteller
- 1916: Lyubov, shirokuyu, kak more vymestit ne mogut zhizni berega
- 1917: Yvette
- 1917: Prazdnik nochi
- 1917: Ostrov zabeny – auch Darsteller
- 1918: Surogaty lyubvi – auch Drehbuch, Darsteller
- 1918: Skertso diavola
- 1918: Rai bez Adama
- 1918: Obmanutaya Yeva
- 1918: Bal gospoden – auch Drehbuch
- 1919: Irene Negludov
- 1919: Grekh i iskuplenie – auch Darsteller
- 1920: Dracula

### In Frankreich
- 1921: L’ordonnance
- 1921: Les contes de mille et une nuits
- 1922: Le quinzième prélude de Chopin
- 1922: La fille sauvage – nur Darsteller
- 1922: Nuit de carnaval – auch Darsteller
- 1922: La riposte
- 1923: Le chant de l’amour triomphant
- 1923: Calvaire d’amour – auch Drehbuch
- 1924: La dame masquée
- 1924: Ce cochon de Morin – auch Drehbuch
- 1924: Le prince charmant
- 1926: Der Kurier des Zaren (Michel Strogoff) – auch Drehbuch
- 1927: Napoleon – nur Regieassistent

### Internationale Produktionen
- 1928: Wolga-Wolga
- 1928: Wetterleuchten
- 1928: The Adventurer
- 1929: Manolescu
- 1931: Der Herzog von Reichstadt
- 1931: Le chanteur inconnu – auch Drehbuch
- 1931: L’aiglon
- 1932: Hôtel des étudiants
- 1933: L’ordonnance – auch Drehbuch
- 1934: Volga en flammes – auch Drehbuch
- 1933: La bataille – ohne Nennung als Regisseur
- 1934: The Battle – ohne Nennung als Regisseur
- 1934: Jeanne – nur Oberleitung
- 1935: Die ganze Welt dreht sich um Liebe
- 1935: Les yeux noirs – auch Drehbuch
- 1936: Stadt Anatol
- 1936: Puits en flammes – auch Schnitt
- 1936: La peur
- 1937: Nostalgie
- 1937: Le mensonge de Nina Petrovna

### In Deutschland (1938–1945)
- 1938: Verklungene Melodie
- 1938: Geheimzeichen LB 17
- 1938: Der Blaufuchs
- 1939: Eine Frau wie Du
- 1939: Der Gouverneur
- 1940: Die keusche Geliebte
- 1940: Feinde – auch Drehbuch
- 1941: Illusion – auch Drehbuch
- 1943: Tonelli – auch Drehbuch
- 1943: Liebesgeschichten
- 1944: Orient-Express – auch Drehbuch
- 1944/49: Dreimal Komödie – auch Drehbuch

### Nachkriegsfilme
- 1945: Il sole di Montecassino – nur Drehbuch
- 1948: Si te hubieses casado conmigo – auch Drehbuch
- 1949: Der blaue Strohhut – auch Drehbuch
- 1950: Der Mann, der zweimal leben wollte
- 1950: Vom Teufel gejagt – auch Drehbuch
- 1951: Mutter sein dagegen sehr!
- 1953: Salto Mortale
- 1953: Ehe für eine Nacht
- 1953: Arlette erobert Paris
- 1954: Morgengrauen
- 1955: Die Toteninsel – auch Drehbuch
- 1955: Königswalzer
- 1956: Beichtgeheimnis
- 1958: La venere di Cheronea
- 1958: Petersburger Nächte – nur Drehbuch
- 1958: Herz ohne Gnade
- 1959: Wolgaschiffer (I battellieri del Volga) – auch Drehbuch
- 1959: Herodes – Blut über Jerusalem (Erode il grande) – auch Drehbuch, Produzent
- 1960: Aufstand der Tscherkessen (I cosacchi) – auch Drehbuch
- 1960: Die Frau der Pharaonen (La donna dei faraoni)
- 1961: Freddy und der Millionär – nur Drehbuch
- 1961: Oberst Strogoff (Le Triomphe de Michel Strogoff)
- 1962: Cleopatra, die nackte Königin (Una regina per Cesare)